# Aglientu
Aglientu (nombre oficial en lengua sarda y en lengua galluresa), nombre completo Santu Franciscu di l'Aglientu, es una comuna italiana de 1142 habitantes y una superficie de 148,56 km² dentro de la Provincia de Sassari y parte de la región histórica de Gallura. Se encuentra a pocos kilómetros del mar, encaramado en las colinas de granito a 420 m s. n. m. (metros sobre el nivel del mar).

## Historia
El nombre Aglientu deriva de "Agliu" (‘blanco’) y hay varios casos de otros nombres de lugares en la zona que confirman esta idea: “Montagliu”, “Agliacana”, “Frati Agli”; “Agliu”. Una hipótesis diferente atribuye el origen a la simplificación de la fonética de la palabra "Alghjentu" (‘plateado’), que sigue teniendo la misma etimología y además está presente en el nombre de "Stazzo Alghjentu".
El centro urbano del pueblo se remonta a poco más de un siglo de antigüedad, pero durante el período nurágico fue mayormente habitado por nuraghis. En la época romana fue atravesado por una carretera que conecta Olbia de Porto Torres a través de Santa Teresa di Gallura.
En 1959 se convirtió en un municipio autónomo al independizarse de Tempio Pausanias.

## Demografía
| Gráfica de evolución demográfica de Aglientu entre 1861 y 2021                              |
|                                                                                             |
| Fuente ISTAT - Gráfica elaborada por Wikipedia https://demo.istat.it/app/?l=it&a=2021&i=D7B |

## Economía
La principal actividad económica de la comuna está relacionada con la actividad turística que se desarrolla en las playas cercanas, pero también se desarrolla la agricultura y distintos emprendimientos de productos artesanales y la fabricación de pastas frescas, pasteles y panes regionales. El poblado también posee dos campamentos frente a la costa, la Baia Blu La Tortuga y el campamento Saragosa, así como las aldeas de Vignola Mare, Portobello di Gallura, Mirice y Rena Majore.

## Administración
- Alcalde: Marco Demuro
- Fecha de asunción: 29 de mayo de 2023
- Partido: Lista cívica "Aglientu Generazione Futura"
- Teléfono de la comuna: 079-654346
- Correo electrónico: info@comunediaglientu.it

## Sitios de interès

### Playas
- Lu Litarroni
- Vignola Mare
- Rena Majore
- Monti Russu
- Rena di Matteu
- Cala Pischina

## Tradiciones y eventos
Aglientu ofrece durante todo el año numerosas fiestas populares y religiosas.
- Hacia finales del mes de enero se celebra San Pablo de Lu Laldu: en esta ocasión, en la pequeña iglesia de San Pancrazio, se ofrece a todos los presentes un almuerzo a base de carne y manteca.
- A principios del mes de febrero se celebra la fiesta de San Biagio en la iglesia campestre del mismo nombre.
- A mediados de mayo se celebra la fiesta popular más sentida, dedicada a San Pancrazio.
- Entre las fiestas más importantes recordamos la célebre Feria (sagra) de las Saedas.Las saedas son unos dulces gallureses típicos preparados a mano por las mujeres y condimentados con miel de madroño. Este plato se suele degustar en asociación con el famoso moscato de Gallura.
- Desde 1972, el pro loco organiza la conocida 'fiesta del turista', una de las manifestaciones más importantes del norte de Cerdeña, signo tangible del fuerte sentido de hospitalidad de la comunidad local hacia los turistas y todos los que visitan esta tierra tan rica en cultura, belleza y tradición.
- Uno de los eventos más destacados en Aglientu es el Aglientu Summer Blues Festival,[5] festival de música blues que se celebra desde el año 2009 en las fechas 18-19-20 de agosto.